# Lady Jane's Flight
Lady Jane's Flight è un cortometraggio muto del 1908 diretto da James Stuart Blackton.

## Produzione
Il film fu prodotto dalla Vitagraph Company of America.

## Distribuzione
Distribuito dalla Vitagraph, uscì nelle sale statunitensi il 25 luglio 1908.

### Data di uscita
- USA	25 luglio 1908

Alias
- Lady Jane's Flight; or, A Seventeenth Century Romance	USA (titolo alternativo)